# GIFの発音

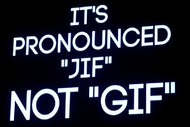
スティーブ・ウィルハイトが2013年のウェビー賞で使用したスライド。

GIFの発音（GIFのはつおん）については、長年にわたる争いがある。Graphics Interchange Format のアクロニムである "GIF" は、通常1音節の単語として発音されており、"G" を表す音素の違いにより「ジフ」[dʒɪf]（ "gin" のような soft-g を使用した発音）と「ギフ」[ɡɪf]（ "gift" のような hard-g を使用した発音）の2つのパターンで競合している。多くの公人や機関は、ファイルフォーマットの作成者が「ジフ」が正しいと宣言したことにより、こちらの主張を支持しているが、一般への調査では、地域によって差が見られるものの「ギフ」が好まれる傾向がある。現代の辞書では、一般的に、両方の発音はどちらも有効であると受け入れられている。また、英語の語彙目録の他の単語に基づく言語学的な分析では、どちらの発音にも明確な優位性がないことが示された。

## 背景
Graphics Interchange Format は、アメリカのオンラインサービスプロバイダー、CompuServe のスティーブ・ウィルハイトにより1987年に開発された画像ファイルフォーマットの1つであり、短いループのアニメーションを表示する際に用いられている。
そのアクロニムである "GIF" は、通常1音節で発音されるが、"soft-g" の発音（ジフ、[dʒɪf]）と "hard-g" の発音（ギフ、[ɡɪf]）の間で争いが生じた。ファイルフォーマットを開発したウィルハイトとその開発チームは、ピーナッツバター会社の Jifの広告スローガン「良いものにこだわるママが選んだ "Jif" 」をオマージュし「良いものにこだわるプログラマーが選んだ "jif" 」と記述し、"soft-g" の発音を仕様に盛り込んだ。この議論について、ニューヨーク・タイムズは2013年の記事で「何十年も前からの」論争であると述べている。

## 分析

### 原因
この論争は、"gift" のような言葉では "hard-g" が支配的である一方、"gin" のような言葉では、"soft-g" が使用されるといった gi の発音に一般的な規則がないことに起因している。古英語では、g は、元々は "soft-g" と "y" に似た音がつかわれていたが、その後 "hard-g" の発音が加わった際、i に続く音として hard-g と soft-g の両方の発音が定着した。
カナダの言語学者グレッチェン・マカロックによる、4万語の単語における発生頻度の分析からは、他の単語に基づいた hard-g と soft-g のどちらの発音が適切かに関して、使用するパラメータにより揺れはあるものの、ほぼ同等であるという結果が導かれた。gi を含む105個の単語のうち、68語が soft-g を使用し、37語だけが hard-g であったが、日常の英語での使用に限れば、hard-g の単語数が大きく上回ることが判明した。つまり、soft-g を使用する68語の英単語の中には、"Flibbertigibbet" や "tergiversate" といった一般的でない言葉が含まれており、この要因を調整したところ、hard-g と soft-g における有意差は殆どなくなった。また、gi から始まる単語、また、"gift" や "gin" などの1音節の単語といった分類における分析でも、明確な通例は発見できなかった。マカロックは、この hard-g と soft-g の出現頻度が変わらないことに起因して、"GIF" という単語に初めて遭遇した際、過去の経験から単語を推測する行為がコイントスのように二分したと理論立てている。マカロックは、一旦どちらかの用例を支持してしまえば、その見解に固執することになる、つまり「この先何世代にもわたり、gif 発音戦争が繰り広げられるだろう」と述べた。

### 論証
マルテン・ファン・デル・ミューレンによる2019年の分析では、インターネット上で GIF の発音を巡る再頻出の議論は、「システム」論であり、発音は言語における一貫した基準に沿って導かれるべきであると主張し、いずれかの発音を支持すると論じている。その中でも GIF の G は、"graphics" の意味であり、アクロニムの G は、単語と同じ音素での発音が必要、つまりは、hard-g で発音すべきであるとする「システム・アクロニム」論が最も一般的に使われている。関連して、このアクロニムを soft-g で発音するならば、このファイルフォーマットは [ˈdʒræfɪks] ( "jraphics" )と呼ばれるべきだと批判するユーザーもいる。この議論に対して、一般的にはアクロニムが必ずしもその語源の発音に従う必要がないという反論がなされる。 scuba は、self-contained underwater breathing apparatus のアクロニムであり、u の元となる単語である underwater の u が [ʌ] で発音されるにもかかわらず、アクロニムの u は [uː] で発音される。また、同様の不一致は NASA (National Aeronautics and Space Administration、[ˈnæsə]) や、NATO (North Atlantic Treaty Organization、[ˈneɪtoʊ]) においても発生する。もう1つの「システム」論としては、マカロックと同様に、他の英単語がどのような場面でどれくらい hard-g と soft-g を採用しているかを調べる頻度分析もよく行われている。
ファン・デル・ミューレンの分析で次に多く見られたものは、権威のある発言、一般的には、ファイルフォーマットを作成したウィルハイトの発言を引用した議論である。ウィルハイトが soft-g の発音を支持すると表明した後、ファイルフォーマットの開発者の発言として、多くの人がこの発音議論における権威として認識するようになった。調査対象の議論のうち、62.5パーセントが権威のある発言を引用して soft-g の発音を支持し、ウィルハイトが GIF の発音議論における最も一般的な権威筋となっている。他に、バラク・オバマ大統領、様々な辞書、SiriやAmazon Alexaといったソフトウェアアシスタントが GIF の発音の権威として引用された。

### 調査
2014年にマッシャブルが全世界の3万人以上を対象に行った調査では、hard-g を使用して発音する割合が7割に及んだ。ファン・デル・ミューレンの分析は、主張を行った57.2パーセントが hard-g を支持し、31.8パーセントが soft-g を支持していると示された。また、この分析では、soft-g を支持した中で、8.2パーセントが両方の発音を支持し、また、2.8パーセントがアクロニムを1音節で発音せず1文字ずつ G・I・F（ジー・アイ・エフ、[dʒiː aɪ ɛf]）と発音すべきだと考えていることが明らかとなった。
Stack Overflowによる非公式の調査では、アメリカの回答者は、hard-g を好む割合がわずかに高い結果を示した。また、ロシア、スウェーデン、ドイツなどでは hard-g が大きく支持される一方、フランス、エジプト、インドなどでは、一般的に soft-g が使用されていた。

## 騒動

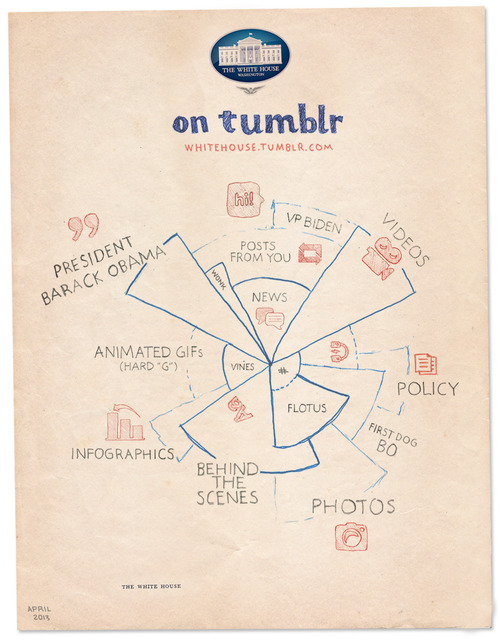
Tumblr のホワイトハウスのアカウントが投稿したインフォグラフィック。GIF に HARD "G" を記している。

2013年5月、ウェルハイトにインターネット上の優れた作品を表彰する、ウェビー賞のライフタイム・アチーブメント・アワードが授与され、授賞式でウェルハイトは、"It's pronounced 'jif' not 'gif'" （「ギフ」ではなく「ジフ」と発音する）の5語が書かれたスライドでスピーチを行った。この短いスピーチに聴衆はすぐに好意的な反応を示したものの、インターネット上では騒動が起こり、ウェルハイトの発言に反発する者も現れた。スピーチに反応したツイートは1万7千を超え、50本以上のニュース記事がこれを取り上げた。ギズモードのケイシー・チャンは、記事で「 if の前に soft-g が発音される jif が既に存在しており、gif を同音で読ませることは間違っている」と主張した。また同年、ニューヨーク・タイムズは、「ジフと発音する GIF は、1987年に開発された圧縮画像ファイルフォーマットである」から始まる記事を掲載し、この発音問題の論者からの批判を浴びた。
2013年12月、クイズ番組ジェパディ!の司会を務めるアレックス・トレベックは、番組内の最終ヒントで、ウィルハイトによる発音についてのプレゼンテーションや意見について取り上げ、メディアの注目を集めた。トレベックは、3人の回答者が正解である "GIF" を導き出すと、soft-g の発音を用いて、これを読み上げた。
2014年6月、当時米大統領であったバラク・オバマは、Tumblr 創設者であるデイヴィッド・カープとの対談の配信中に、このアクロニムは hard-g で発音されるべきとの見解を示した。デイリー・ドットは、同年4月のホワイトハウスの Tumblr の投稿、「アニメーション GIF（ hard "G" ）」と記載されたユーモラスなインフォグラフィックを取り上げ、「 "government oversight"（政府の監視）のように hard な "G"  」と皮肉を込めて記述した。
2020年2月、ピーナッツバター会社の Jif は GIF ホスティングプラットフォームの Giphyと共に、正しい発音は hard-g であるとの共同声明を発表し、"GIF" のラベルが貼られた期間限定の "JIF" ピーナッツバターを発売するというプロモーションを行った。

## 辞書
Dictionary.comは、GIF について soft-g と hard-g の両方の用例を記載しつつも、soft-g が主な発音であることを記している。一方で Cambridge Dictionary of American English では、hard-g の発音だけが記載されている。また、メリアム＝ウェブスター大学辞典とオックスフォード辞典は、両方の発音を併記している。新オックスフォード米語辞典は、第2版では soft-g の発音だけが記されていたが、第3版で発音が新たに追加された。その発音の記述の中において soft-g を初めに記載している。